# Ruth Chepngetich
Ruth Chepngetich (* 8. August 1994) ist eine kenianische Marathonläuferin.

## Karriere
Chepngetich lebt und trainiert in Kenia. Nachdem sie bereits 2016 mit einem Sieg beim Muaskar-Halbmarathon in Algerien erste internationale Erfolge hatte feiern können, steigerte sie sich 2017 beträchtlich und gewann sowohl den Istanbul-Halbmarathon im Frühjahr als auch den Istanbul-Marathon im Herbst.
Bei den Halbmarathon-Weltmeisterschaften 2018 in Valencia gewann Chepngetich zusammen mit ihren Mannschaftskolleginnen Joyciline Jepkosgei und Pauline Kaveke Kamulu eine Silbermedaille.
Große internationale Aufmerksamkeit erregte Chepngetich durch ihre Leistung beim Istanbul-Marathon 2018, bei dem sie sich trotz des hügeligen und somit nicht idealen Streckenprofils auf 2:18:35 h steigerte. Am Ende des Jahres reihte sich Chepngetich mit dieser Zeit zeitgleich mit ihrer Landsfrau Brigid Kosgei auf Rang vier ein.
Beim Dubai-Marathon 2019, nur 75 Tage nach der Weltklassezeit in Istanbul, steigerte sich Chepngetich auf 2:17:08 h, die drittbeste Zeit, die bis dahin eine Frau gelaufen war. Beim Marathon der Olympischen Sommerspiele 2020, der abweichend in Sapporo stattfand, kam sie nicht ins Ziel. Am 4. April 2021 gelang ihr in Istanbul mit 1:04:02 h ein neuer Weltrekord über die Halbmarathon-Distanz. Im Oktober 2021 gewann Chepngetich den Chicago-Marathon in einer Zeit von 2:22:31 h. Im März 2022 gelang ihr beim Nagoya Women’s Marathon mit einem neuen Streckenrekord von 2:17:18 h ein weiterer Marathonsieg. Bei den Weltmeisterschaften 2022 in Eugene konnte sie ihren Marathontitel nicht verteidigen, da sie das Rennen aufgrund von Magenproblemen vorzeitig beenden musste.
Am 13. Oktober 2024 stellte Chepngetich beim Chicago-Marathon mit 2:09:56 h einen neuen Marathon-Weltrekord auf. Sie ist die erste Frau, die über die Marathondistanz unter 2:10 Stunden blieb. Den zuvor von Tigist Assefa gehaltenen Weltrekord verbesserte sie um fast zwei Minuten.
Chepngetich wird von Federico Rosa gemanagt, der auch die wegen Dopingmissbrauchs gesperrten Marathonläuferinnen Rita Jeptoo und Jemima Sumgong betreute. In beiden Fällen wurde die Einnahme von Epo nachgewiesen und die Läuferinnen auf 4 bzw. 8 Jahre gesperrt. Im Juli 2025 wurde auch Chepngetich wegen des Nachweises der verbotenen Substanz Hydrochlorothiazid vorläufig suspendiert.

## Ergebnisse
| Datum/Jahr    | Platz | Veranstaltung                           | Austragungsort | Disziplin         | Zeit 1    | Bemerkung         |
| ------------- | ----- | --------------------------------------- | -------------- | ----------------- | --------- | ----------------- |
| 13. Okt. 2024 | 1     | Chicago-Marathon                        | Chicago        | Marathon          | 2:09:56 h | Neue Weltbestzeit |
| 4. Apr. 2021  | 1     | Istanbul-Halbmarathon                   | Istanbul       | Halbmarathon      | 1:04:02 h |                   |
| 28. Sep. 2019 | 1     | Leichtathletik-Weltmeisterschaften 2019 | Doha           | Marathon          | 2:32:43 h |                   |
| 28. Juli 2019 | 1     | Bogotá-Halbmarathon                     | Bogotá         | Halbmarathon      | 1:10:39 h |                   |
| 30. Juni 2019 | 2     | 10KM de Port-Gentil                     | Port-Gentil    | 10-km-Straßenlauf | 0:31:12 h |                   |
| 28. Apr. 2019 | 1     | Gifu-Seiryū-Halbmarathon                | Gifu           | Halbmarathon      | 1:06:06 h |                   |
| 7. Apr. 2019  | 1     | Istanbul-Halbmarathon                   | Istanbul       | Halbmarathon      | 1:05:30 h |                   |
| 15. März 2019 | 2     | Bahrain-Halbmarathon                    | Manama         | Halbmarathon      | 1:06:09 h |                   |
| 25. Jan. 2019 | 1     | Dubai-Marathon                          | Dubai          | Marathon          | 2:17:08 h |                   |
| 11. Nov. 2018 | 1     | Istanbul-Marathon                       | Istanbul       | Marathon          | 2:18:35 h |                   |
| 16. Sep. 2018 | 5     | Kopenhagen-Halbmarathon                 | Kopenhagen     | Halbmarathon      | 1:07:02 h |                   |
| 8. Apr. 2018  | 2     | Paris-Marathon                          | Paris          | Marathon          | 2:22:59 h |                   |
| 24. März 2018 | 13    | Halbmarathon-Weltmeisterschaften 2018   | Valencia       | Halbmarathon      | 1:09:12 h |                   |
| 12. Nov. 2017 | 1     | Istanbul-Marathon                       | Istanbul       | Marathon          | 2:22:36 h |                   |
| 30. Apr. 2017 | 1     | Istanbul-Halbmarathon                   | Istanbul       | Halbmarathon      | 1:06:19 h |                   |
| 21. Mai 2016  | 1     | Muaskar-Halbmarathon                    | Muaskar        | Halbmarathon      | 1:15:36 h |                   |